# Rusenu
Rusenu ist eine ausgestorbene Sprache, die im äußersten Osten Timors gesprochen wurde.

## Hintergrund
Bei seinen Forschungen über die osttimoresische Sprache Makuva entdeckte der niederländische Linguist Aone van Engelenhoven 2007 Hinweise auf die der Wissenschaft bis dahin unbekannten Sprache Rusenu. Van Engelenhoven war kurz vor seiner Heimreise, als man ihm von einer Sprache namens Rusenu berichtete, von der nur noch eine Frau von über achtzig Jahren etwas wusste. Van Engelenhoven gab daraufhin seinem Informanten ein Aufnahmegerät mit. Die Frau kannte ein Kinderlied in Rusenu, konnte es aber nicht übersetzen. Ihr Sohn konnte in der Sprache bis zehn zählen. Van Engelenhoven dokumentierte und analysierte die Aufnahme und kam zu dem Schluss, dass Rusenu entfernt mit der in der Region verwendeten Papuasprache Fataluku verwandt, dennoch aber eine eigenständige Sprache sei. Möglicherweise ist es aber auch eine austronesische Sprache.
Van Engelenhoven spekulierte weiter, dass die Rusenu-Sprecher die Urbevölkerung der Region gestellt hätten und auch die Schöpfer der mehrere Tausend Jahre alten Höhlenmalereien von Ile Kére Kére seien. Sollte Rusenu eine austronesische Sprache gewesen sein, würde dies zumindest die neuere These unterstützen, dass Austronesen vor den Fataluku diese Region besiedelten.